# Emmelie de Forest
Emmelie Charlotte-Victoria de Forest (28 de febrer de 1993), coneguda com a Emmelie de Forest, és una cantant danesa. Després de guanyar el Dansk Melodi Grand Prix 2013, va representar Dinamarca en el Festival de la Cançó d'Eurovisió 2013 que es va celebrar a Malmö, Suècia, amb la cançó "Only Teardrops" ("Només llàgrimes"), i s'alçà finalment amb la victòria.
Forest va començar a cantar als 9 anys. Als 14 anys va col·laborar amb el músic escocès Fraser Neill, fent aparicions en diversos festivals i centres culturals. El 2011 es va mudar de Mariager, Jutlàndia Septentrional a Copenhaguen i es va inscriure a l'escola de cantants 'Complete Vocal Institute' de Katrine Sadolins. Va ser un dels deu participants del Dansk Melodi Grand Prix que es va celebrar el 26 de gener de 2013, on va guanyar amb la cançó "Only Teardrops". Emmelie de Forest va representar el seu país, Dinamarca, al festival d'Eurovisió celebrat a Malmö, Suècia, el 18 maig 2013.

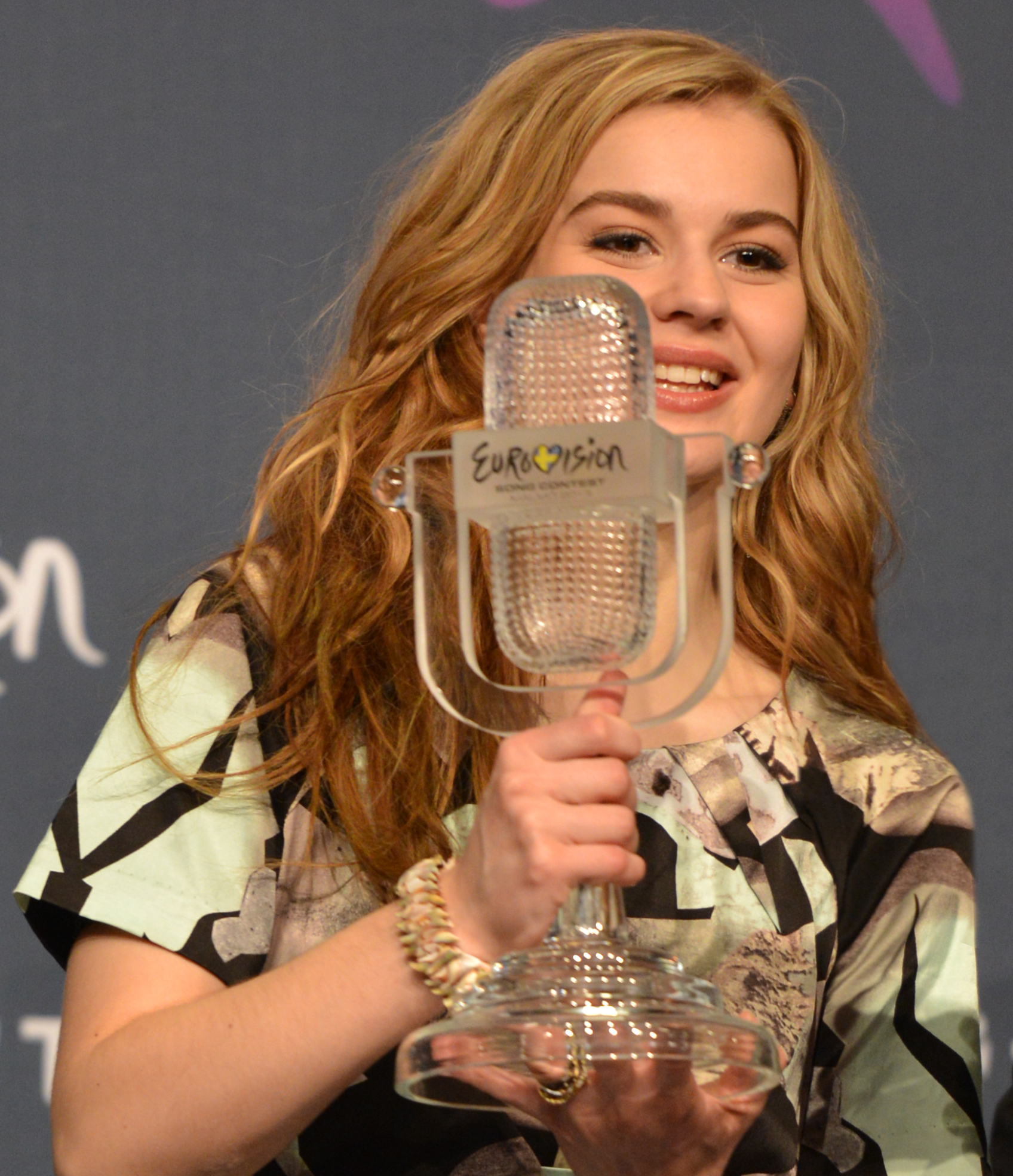
Emmelie recollint el premi de guanyadora del Festival d'Eurovisió 2013.

El seu àlbum debut, Only Teardrops, va ser llançat el 6 de maig de 2013, abans que es proclamés com a guanyadora del certamen. L'àlbum té 12 cançons, inclosa la cançó que té el mateix nom que l'àlbum, «Only Teardrops», i versions simfòniques d'aquesta. Es va presentar amb la cançó «Only Teardrops», va superar la primera semifinal del concurs i la interpretació la va portar a guanyar el certamen succeint així a Loreen, la guanyadora d'Eurovisió 2012. Va guanyar el certamen amb 281 punts, aconseguint un marge de 47 punts respecte al que va quedar segon, Azerbaidjan. Cal destacar que es van complir els pronòstics que la situaven com una de les favorites de la nit.